# Курдистан (остан)

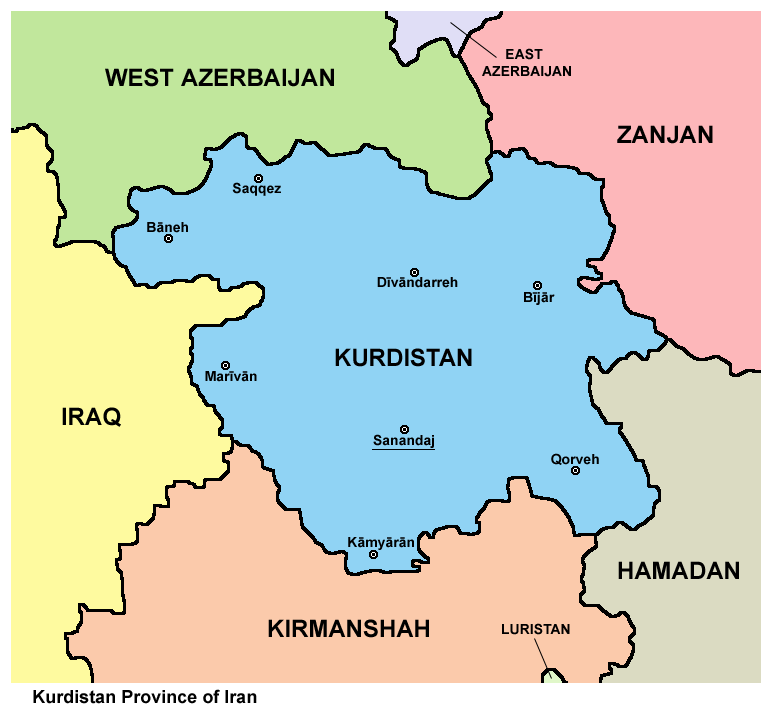
Мапа остану

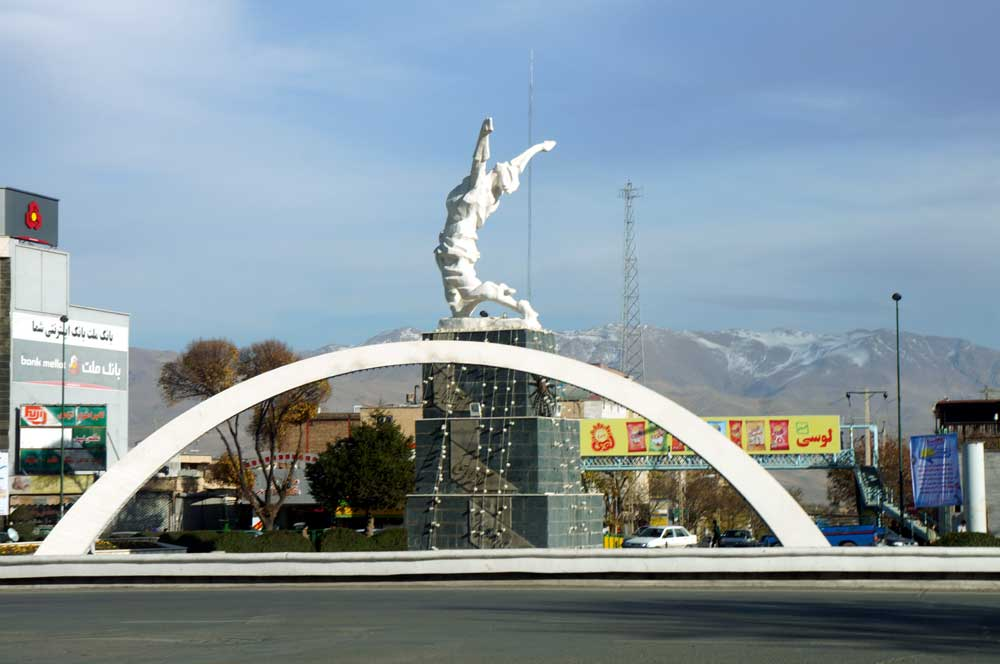
Майдан свободи, Сенендедж

Курдистан (перс. کردستان — Kordestân; курд. Kurdistan; азерб. Kürdüstan) — остан (провінція) на заході Ірану. Провінцію не слід плутати з Іранським Курдистаном. На заході межує з Іраком, на півночі з Західним Азербайджаном, на північному сході з провінцією Зенджан та на півдні з останом Керманшах. Столиця — Сенендедж.

## Населення
Населення провінції в 2006 році становило 1 440 156 осіб, у 2004 — 1 546 256 осіб. За національною ознакою переважають курди та азербайджанці.

## Географія та клімат
Територія Курдистану вкрита горами. Є багато річок, озер, печер. Клімат остану гірський та переважно м'який. Проте зими можуть бути дуже холодними, зі значною кількістю опадів.
Завдяки природним краєвидам та горам провінція є досить популярною серед туристів.

## Економіка
Основні галузі економіки — сільське господарство (пшениця, ячмінь, рис, фрукти, цукровий буряк, бавовна, тютюн, полуниця), харчова, текстильна, хімічна, шкіряна промисловість, деревообробка і металообробка, торгівля, транспорт, туризм. У місті Меріван розташована особлива економічна зона.